# 亞挪比烏

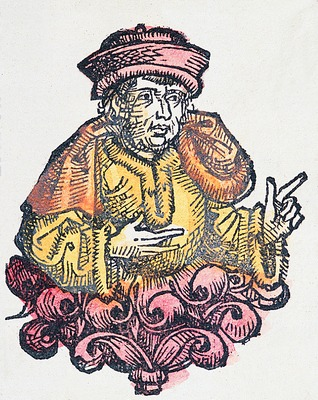
Arnobius

亞挪比烏（Arnobius，亦称，？—约330年），基督教护教者，享盛名于戴克里先时（284年 - 305年）。根据耶柔米的《编年史》（Chronicle）记载，亞挪比烏在皈依之前是 Sicca Veneria（位于罗马帝国阿非利加省，今突尼西亞 Le Kef 城，是当时阿非利加省的一个基督教中心）著名的修辞学家，他皈依的原因是他做的一个梦。但亞挪比烏现存的著作对这个梦轻描淡写，因此这可能是出于耶柔米对这个梦的重视。据耶柔米的记载，为了消除当地主教对他基督信仰是否热诚的疑虑，他写作了（约于303年，参见 IV:36）七卷护教著作。耶柔米（De Viris Illustribus, lxxix）称之为 Adversus Gentes（意为“反对异教徒”），但在仅存的抄本（9世纪）中，题为 Adversus Nationes（意为“反对异教徒”）。耶柔米的引用和保留下来的这部论著是有关亞挪比烏仅存的史料。
很少有迹象表明这部著作曾被主教们所修改，这一作品反映了他初信的热诚和朴素的观点。亞挪比烏是基督教信仰活跃的辩护者，他热心于维护基督教，更甚于基督教的正统原则。有非议认为基督徒招致了古罗马诸神的忿怒。亞挪比烏在第一卷中否认人们在基督教建立后遭到了更大的灾祸，即使如此，这也不是因为基督徒。他承认异教神的确存在，但认为他们都服从基督教的天主；他认为人的灵魂（卷二，14 - 62）并非天主所创造，而是由某个中间神的作为；以本性而言灵魂并非不死，但可以因为恩典而不死。亞挪比烏引证基督教的迅速传播，在开化蛮族时的影响，及其与哲学的和谐一致，来维护一神论和基督教（deus princeps, deus summus）的正确性，并阐明基督的神性。在第三至五卷中，他猛烈抨击异教神话和偶像崇拜。他认为那是充满矛盾，并且是不道德的。他为证明这一点，他收集了许多关于偶像崇拜的方式，神庙，偶像，希腊罗马宗教习俗的罕见材料。对历史学家和神话学者而言，这些材料有很大价值。
亞挪比烏受到柏拉图和卢克莱修影响很大。

## 《反對異教徒》
《反對異教徒》是為回應戴克里先對基督徒的迫害而創作的，是關於異教徒迫害基督徒有理的論點的反駁。 亞挪比烏是 "被稱為非洲風格的冗長而粗糙的實踐者"， 他是一位積極為基督教信仰辯護的人，他對基督教的辯護比完全正統的教義更認真。他的書是由羅馬的抱怨所引起的，講述基督徒給古羅馬帶來了眾神的憤怒。因此，他認為異教徒的神是真實的存在，但從屬於至高無上的基督教的天主；在諾斯底主義的信念中，他確認人類的靈魂（第二冊，14-62）不是天主的作品，而是一個中間人的作品，從本質上講不是不朽的，但能夠把不朽作為一種恩典。他甚至說，對靈魂不朽的信仰會消除道德約束，並對人類生活產生不利影響。 亞挪比烏從未明確指出他的異教對手，其中一些人可能是被拆穿的稻草人， 他通過舉出一神論和基督教（deus princeps, deus summus）的迅速傳播、其對野蠻人文明的影響以及其與最佳哲學的一致性，捍衛並闡述了一神論和基督教的正確性，以及基督的神性。他將柏拉圖基督教化，駁斥了異教的偶像崇拜，認為它充滿了矛盾，是公開的不道德行為，為了證明這一點，他的第三至第五卷中充滿了從可靠來源（例如，科尼利厄斯-拉貝奧）收集的奇特信息。他的第三至第五冊中充滿了從可靠來源（如科尼利厄斯-拉貝奧）收集的有關偶像崇拜形式、廟宇、偶像和他那個時代的希臘-羅馬崇拜習俗的好奇信息，讓歷史學家和神話學家謹慎地感到高興，但所有這些都被阿諾比烏斯拿出來供基督徒嘲笑。第六和第七冊處理祭祀和圖像崇拜問題。
在《反對異教徒》第二冊第4節中，亞挪比烏給出了後來被稱為帕斯卡爾賭注的論點的第一個已知版本， 即在對宗教有疑問的情況下，他辯稱人們應該致力於宗教，因為這樣做有回報，不這樣做則有風險。
那麼，既然未來的性質是這樣的，它不能被任何預期所掌握和理解，那麼，在兩件不確定的、懸而未決的事情中，寧可相信帶有一些希望的事情，也不相信根本沒有希望的事情，這不是更合理嗎？因為在一種情況下，如果所說的即將到來的東西被證明是徒勞無益的，那就沒有危險；在另一種情況下，如果時間到了，被證明所宣佈的東西沒有任何虛假，那就會有最大的損失，甚至是救恩的損失。
亞挪比烏的作品似乎是在他剛信主時寫的，因為他並不具備非常廣泛的聖經知識。他對《舊約》一無所知，只知道《新約》中基督的生活，而他沒有直接引用《福音書》。他受盧克萊修的影響很大，也讀過柏拉圖。他關於希臘和羅馬神話的論述分別基於亞歷山大的亞里斯多德的《勸勉》，以及屬於上一代並試圖恢復新柏拉圖主義的科內利斯-拉貝奧。
《反對異教徒》在巴黎僅存於一份九世紀的手稿中（在布魯塞爾有一份糟糕的副本） 法國手稿中還包含了馬庫斯-米努西烏斯-費利克斯的《奥古斯都》